# Janusz Ostoja-Zagórski
Janusz Zygmunt Ostoja-Zagórski (ur. 11 września 1943 w Krakowie) – polski archeolog, profesor nauk humanistycznych, rektor Uniwersytetu Kazimierza Wielkiego w Bydgoszczy w kadencji 2012–2016.

## Życiorys
W 1967 ukończył studia na Uniwersytecie im. Adama Mickiewicza w Poznaniu. Stopnie naukowe doktora w 1974 i doktora habilitowanego w 1981 (na podstawie rozprawy zatytułowanej Przemiany osadnicze, demograficzne i gospodarcze w okresie halsztackim na Pomorzu) uzyskał w Polskiej Akademii Nauk. W 1994 otrzymał tytuł profesora nauk humanistycznych. Od 1967 związany z poznańskim oddziałem Instytutu Archeologii i Etnologii PAN, gdzie doszedł do stanowiska profesora zwyczajnego (w 2004 przeszedł na urlop bezpłatny). Dwukrotnie był stypendystą Fundacji im. Aleksandra von Humboldta.
W 1995 został wykładowcą Wyższej Szkoły Pedagogicznej w Bydgoszczy, przekształcanej następnie w Akademię Bydgoską i Uniwersytet Kazimierza Wielkiego. W 1995 został kierownikiem Katedry Archeologii i Cywilizacji Starożytnych, w latach 2003–2006 pełnił funkcję dyrektora Instytutu Historii. Od 2006 przez dwie kadencje zajmował stanowisko prorektora ds. nauki i współpracy z zagranicą. W 2012 został wybrany na stanowisko rektora tego uniwersytetu na czteroletnią kadencję. W 2016 nie ubiegał się o reelekcję, na jego następcę (od 1 września 2016) wybrano Jacka Woźnego.
Janusz Ostoja-Zagórski specjalizuje się w zagadnieniach z zakresu archeologii pradziejowej Europy oraz metodologii archeologii. Prowadził badania m.in. nad przemianami gospodarczymi w Europie w epoce brązu. Jest autorem publikacji naukowych z zakresu archeologii, w tym dziesięciu pozycji książkowych.

## Odznaczenia i wyróżnienia
W 2000, za wybitne zasługi w pracy dydaktyczno-wychowawczej, za osiągnięcia w działalności naukowej, odznaczony Krzyżem Kawalerskim Orderu Odrodzenia Polski. Wyróżniony także Srebrnym Krzyżem Zasługi (1988) oraz Medalem Komisji Edukacji Narodowej (październik 2007).

## Wybrane publikacje
- Polska w starożytności: 500 000 lat p.n.e. – 500 lat n.e. (1998, ISBN 83-86138-83-1)
- Najstarsze dzieje ziem polskich (1996, ISBN 83-7096-378-1)
- Pałuki w starożytności (1994)
- Mezoregion Sobiejuchy na Pałukach (1993)
- Przemiany osadnicze, demograficzne i gospodarcze w okresie halsztackim na Pomorzu (1982)
- Gród halsztacki w Jankowie nad Jeziorem Pakoskim (1978)